# 1902 State Landau

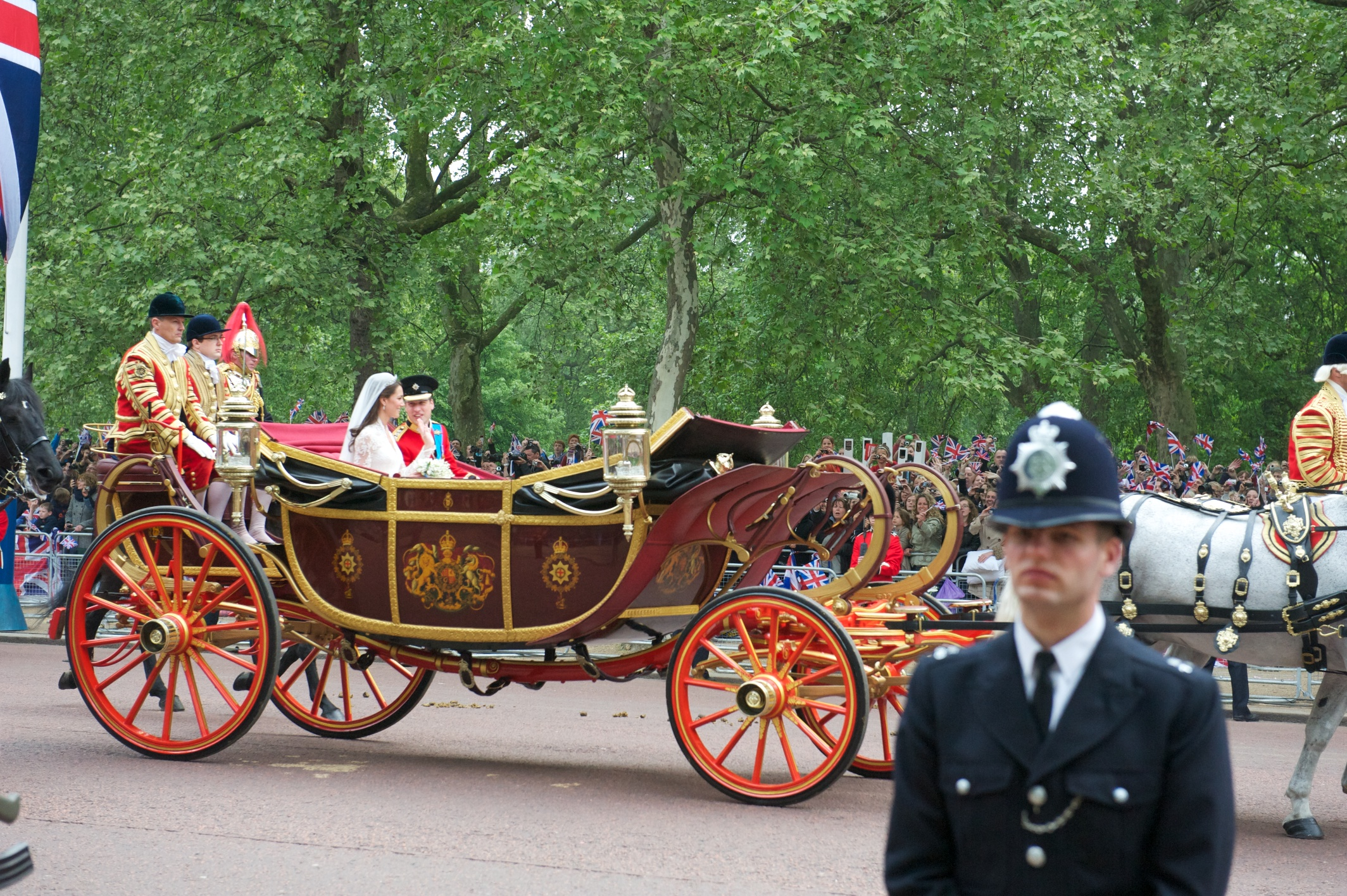
Le 1902 State Landau a été utilisé lors du mariage du prince William et de Catherine Middleton en 2011.

Le 1902 State Landau est un landau de la famille royale britannique construit spécialement en 1902 pour le couronnement du roi Édouard VII.

## Historique
Ce carrosse découvert de couleur bordeaux est entièrement tapissé de satin pourpre, doté de quatre lanternes, d'armoiries de la famille royale britannique peintes et de riches décorations à la feuille d'or.
Il servait habituellement à la reine Élisabeth II pour ses visites officielles.
Il a été utilisé entre autres pour :
- le jubilé d'argent d'Élisabeth II en 1977 ;
- le mariage du prince Charles et de Diana Spencer en 1981 ;
- le mariage du prince Andrew et de Sarah Ferguson en 1986 ;
- le mariage du prince Charles et de Camilla Parker-Bowles en 2005 ;
- le mariage du prince William et de Catherine Middleton en 2011.